# 笶田みこ
笶田 みこ（やだ みこ、?年6月15日 - 2010年11月23日）は、日本の女性歌手。東京都出身。主にPCゲームの主題歌で活動していた。

## 略歴
2005年からLIVE GATEでライブを行い、2006年に旧芸名の「矢田みこ」（読み同じ）として活動を開始。
2007年に佐藤ひろ美プロデュースの下、PCゲーム『タイムリープ』のエンディングテーマ「Time Fly」でデビュー。
2008年7月21日より芸名を「笶田みこ」に改める。
2010年9月25日と27日、自身のブログにて2008年に進行性乳がんと診断されたが、すでに転移が進み、手術ができなかったことを公表した。その後も治療と並行して精力的に活動を続けたが、同年10月10日のみこまゆラジオ公開録音（第9回〜第10回）・ライブイベントおよびラジオ「みこまゆティーパーティー」第12回分の収録を最後に病状が悪化。体調不良のため、11月21日のイベント「みこまゆヒミツのティーパーティー」（vol.4）への出演が叶わず、11月23日死去。12月17日開催のライブ「LIVE GATE presents OTO-HABARA NIHONBASHI Edition」への出演も決まっていた矢先の急逝であった。

## 作品

### シングル
|             | 発売日        | タイトル                  | 規格品番                       | オリコン最高位 | タイアップ                                                                                         |
| ----------- | ------------- | ------------------------- | ------------------------------ | -------------- | -------------------------------------------------------------------------------------------------- |
| 1st （3rd） | 2008年4月18日 | Time Fly / ひとひらハート | PBCS-0003 （PetaBits Records） | 195位          | PCゲーム『タイムリープ』エンディングテーマ / PCゲーム『D.C.P.K. 〜ダ・カーポーカー〜』テーマソング |

オリジナルCD
- 1stシングル「Voyage」（2007年4月29日発売）
- 2ndシングル「Cloudness sky / 輪舞曲-ロンド-」（2007年10月8日発売）
- 「ヒミツのティーパーティー」（笶田みこ・真優）

### アルバム
- 笶田みこベストアルバム『たからもの-micobest-』（2016年11月23日）[注 4][11]

### 参加作品
| 発売日         | 商品名                                                                   | 楽曲                                   |
| -------------- | ------------------------------------------------------------------------ | -------------------------------------- |
| 2008年3月14日  | D.C.P.K. 〜ダ・カーポーカー〜 ボーカルアルバム                           | 「ひとひらハート」                     |
| 2008年8月6日   | Elements Garden                                                          | 「ツナガル☆らぶみくす」                |
| 2008年10月23日 | プラゥヴ クルイード サウンドトラック                                     | 「マジカル×ミラクル」                  |
| 2008年10月30日 | スカーレット〜日常の境界線〜 DXパック同梱特典 すかれオリジナルサントラCD | 「Border」                             |
| 2008年12月24日 | Brandish 2 限定版ドラマCD                                                | 「Sugar & Drug」                       |
| 2008年12月26日 | GWAVE 2008 1st Experience                                                | 「マジカル×ミラクル」                  |
| 2009年1月30日  | 祝福のカンパネラ／佐藤ひろ美 & NANA                                      | 「たからもの」（c/w）                  |
| 2009年9月2日   | Elements Garden II -TONE CLUSTER-                                        | 「Bordar-境界-」                       |
| 2010年5月3日   | 真優&笶田みこ Dream Party スペシャルCD                                   | 「in・・・kaleidoscope」               |
| 2010年9月22日  | Elements Garden III -phenomena-                                          | 「たからもの」                         |
| 2014年12月28日 | Windmill Vocal Collection2 Koshi-an                                      | 「ツナガル☆らぶみくす」 「たからもの」 |

## タイアップ
| 楽曲                | タイアップ                                            | 時期   |
| ------------------- | ----------------------------------------------------- | ------ |
| Time Fly            | PCゲーム『タイムリープ』エンディングテーマ            | 2007年 |
| ひとひらハート      | PCゲーム『D.C.P.K. 〜ダ・カーポーカー〜』テーマソング | 2008年 |
| マジカル×ミラクル   | PCゲーム『プラゥヴ クルイード』オープニングテーマ     | 2008年 |
| ツナガル☆らぶみくす | PCゲーム『ツナバン♥らぶみくす』オープニングテーマ     | 2008年 |
| Border-境界-        | PS2ゲーム『スカーレット〜日常の境界線〜』テーマソング | 2008年 |
| Sugar & Drug        | 漫画『Brandish』オリジナルイメージソング              | 2008年 |
| たからもの          | PCゲーム『祝福のカンパネラ』エンディングテーマ        | 2009年 |

## 出演

### ラジオ
- みこまゆティーパーティー（パーソナリティ）
- D.C.toEF ラジオ（第21回ゲスト）

## その他コンテンツ
- アニカンWEB「みこみこ神社」（2008年7月 - 9月、コラム連載）[15]